# Куран (Тыва)
Куран (тув. Куран) — арбан (посёлок) в Тес-Хемского кожууне Республики Тыва. в составе Шуурмакского сумона.

## История
Начиналась история населённого пункта как место жительства староверов. Глухое место у тайги в советское время стало местом строительства автодороги Кызыл — Эрзин — Госграница с Монголией (сейчас она имеет шифр 93-ОП-Р3-93Н-110). Со временем здесь поселились тувинцы. Первым из тувинцев в староверскую деревню переехал с семьей Лопсан Шагаачы. В начале 1990-х годов село опустело, остались только старики. С середины 1990-х годов Куран начали возрождать коренные жители близлежащих мест.

## География
Арбан находится в горной лесной местности на левом берегу реки Шуурмак, у впадения в неё р. Верхний Каскал.

## Население
| 2002 | 2010 |
| ---- | ---- |
| 64   | ↗94  |

## Инфраструктура
Библиотека, народный ансамбль, сельский клуб

## Достопримечательности
Памятная стела землякам — участникам Великой Отечественной войны Павлу Ермиловичу Зыкову и Павлу Сергеевичу Никитину.
республиканский конкурс «Шай байырлалы» (праздник чая)

## Транспорт
Есть выезд на федеральную автодороги М-54 «Енисей» (она же региональная автодорога 93Н-110).
Поселковые автодороги.